# Богеній-Ной
Богеній-Ной (рум. Boghenii Noi) — село в Унгенському районі Молдови. Адміністративний центр однойменної комуни, до складу якої також входять села Богеній-Векі, Ізворень, Мірчешть та Пояна.

## Населення
За даними перепису населення 2004 року у селі проживали 585 осіб.
Національний склад населення села:
| Національність       | Кількість осіб | Відсоток   |
| -------------------- | -------------- | ---------- |
| молдавани румуни     | 488 10         | 83,4% 1,7% |
| українці             | 83             | 14,2%      |
| росіяни              | 2              | 0,3%       |
| болгари              | 1              | 0,2%       |
| інша / без відповіді | 1              | 0,2%       |
| Всього               | 585            | 100%       |